# Vale callampa
Vale callampa es el primer EP de la banda de rock alternativo Café Tacvba, lanzada en 2002. El EP se trata el homenaje al grupo de rock chileno Los Tres, en donde reimaginan cuatro de sus más famosas canciones.

## Información
La callampa es un hongo comestible de Chile, pero la expresión "vale callampa" es un chilenismo que significa que algo no vale nada; según el profesor Jaime Campusano, el término proviene de los flippers o pinball, que tenían unos topes en los que al golpear la bola de acero la hacían rebotar con fuerza. A estos topes se les llamaba callampas y cuando la bola golpeaba en ellos daban muy poco puntaje, por lo que en Chile es de uso común para referirse a situaciones, objetos o personas de manera peyorativa.[cita requerida] No obstante, esta explicación ha sido tomada como una invención ex-profeso para ocultar el verdadero origen. Así, otras fuentes señalan que la expresión se referiría al miembro reproductor masculino, debido a su semejanza visual, a la vez que es coincidente con otras expresiones malsonantes similares.
El nombre de este disco se debe a que en la segunda visita de Café Tacvba a Chile, Joselo y Qviqve iban caminando con una amiga (de nombre Livia) cuando unas personas que pasaron en un auto, los reconocieron y les gritaron: «Café Tacvba vale callampa!».
Con la salida este disco, Rubén creó el alter ego Gallo Gasss.

## Lista de canciones
| N.º | Título             | Duración |  |
| 1.  | «Déjate Caer»      | 5:05     |  |
| 2.  | «Olor a Gas»       | 4:47     |  |
| 3.  | «Un Amor Violento» | 4:17     |  |
| 4.  | «Tírate»           | 3:09     |  |